# In Suprema Petri Apostoli Sede
In Suprema Petri Apostoli Sede (с лат. — «На верховном престоле апостола Петра»; также именуется «Litterae ad Orientales», т. е. «Послание к восточным») — документ, который считается либо апостольским посланием, либо энцикликой, направленный папой Пием IX 6 января 1848 года епископату и духовенству православных церквей, с призывом вступить в общение с Римско-католической церковью. Данное послание вызвало резонанс и было отвергнуто священноначалием Православной церкви.

## Распространение и содержание послания
Письмо Пия IX распространялось на латыни, итальянском и греческом языках на территории Ближнего Востока. При этом послание папы не было официально направлено ни константинопольскому патриарху Анфиму VI, ни другим иерархам поместных православных церквей. Среди православных, папский документ был воспринят как сигнал к католическому прозелитизму и как униатская пропаганда в обход священноначалия православных церквей. В послании папа Пий IX призывает православных возвратиться к единству с Римом:
«„Равным образом призываем и умоляем вас, ради восстановления древних обычаев, вернуться к общению со Святым престолом Петра, в котором основание истинной Христовой Церкви“. Он не предлагает трудных условий этого возвращения, которые могли бы показаться жертвованием чего-либо или унижением: „Но что же касается нас, Мы удостоверяем и подтверждаем, что для Нас нет ничего более важного, чем ваше возвращение к общению с Нами, и тем более никаким предписанием, которое могло бы показаться более мучительным, Мы не опечалили бы вас, но, по неизменному порядку Нашего Святого престола и по отцовскому радушию, встретили бы вас с большой любовью. Итак, мы не накладываем на вас никакого бремени, кроме необходимого, а именно, вернуться к единству согласия с Нами в исповедании истинной веры, которой придерживается и которой учит Католическая церковь, и вместе с самой этой Церковью служить общению с высшим престолом Петра“».
В послании было дано обещание сохранить литургические обряды православных, за исключением элементов, введённых после разделения и нарушающих единство веры. Также в духе унионистской традиции Рима, папа гарантировал сохранение православной иерархии, чтобы «Мы пользовались их трудами не в меньшей степени, чем трудами остального восточно-католического духовенства».

## Реакция
В мае 1848 года четыре восточных патриарха (Константинопольский Анфим VI, Александрийский Иерофей II, Антиохийский Мефодий и Иерусалимский Кирилл II) и 29 православных епископов, собравшиеся в Константинополе, подписали и издали «Окружное послание Единой, Святой, Соборной и Апостольской Церкви ко всем Православным христианам». Текст послания был издан на греческом языке; в 1850 году было издано в России в русском переводе. 
В своём Послании православные иерархи отвергли притязания «Его Блаженства», осудили Филиокве («папизм») как ересь, а также подвергли критике и осуждению другие латинские нововведения и практику. А о самом папском послании судили следующим образом: «[§ 17.] <…> Но доколе состоится сие вожделенное обращение отпадших Церквей к телу единой, святой, соборной и Апостольской Церкви, которой глава Христос (Еф. 4:15), мы же все „уды отчасти“, дотоле всякое их покушение и всякое их самозванное увещание, клонящееся к искажению нашей, от Отцев нам преподанной, неукоризненной веры, не только как подозрительное и опасное, но и как нечестивое и душепагубное — достойно соборного осуждения. Такому же осуждению подлежит в особенности и окружное послание к восточным епископам древнего Рима папы Пия IХ; таким мы и объявляем его в соборной Церкви!».